# Bramiscus
Bramiscus ist eine ausgestorbene Gattung aus der Gruppe der Paarhufer. Sie gehört zu den frühen Vertretern der Giraffenartigen und lebte im Mittleren Miozän vor 14 bis 9 Millionen Jahren. Fossilfunde sind aus Südasien bekannt. Dort stammen sie aus dem pakistanischen Teil der Siwaliks. Sie umfassen weitgehend Schädel- und Gebissreste sowie einen Fußknochen. Auffälligstes Merkmal war ein an der Basis verwachsenes Hornpaar, das auf dem Stirnbein wuchs. Abweichend von anderen frühen Angehörigen der Giraffenartigen ragten die Hörner deutlich steil auf und zeigten dadurch weniger seitlich nach außen. Insgesamt verweisen die Funde auf einen kleinen Vertreter der Giraffenartigen. Die Gattung wurde im Jahr 2024 wissenschaftlich eingeführt. Es ist eine Art anerkannt.

## Merkmale

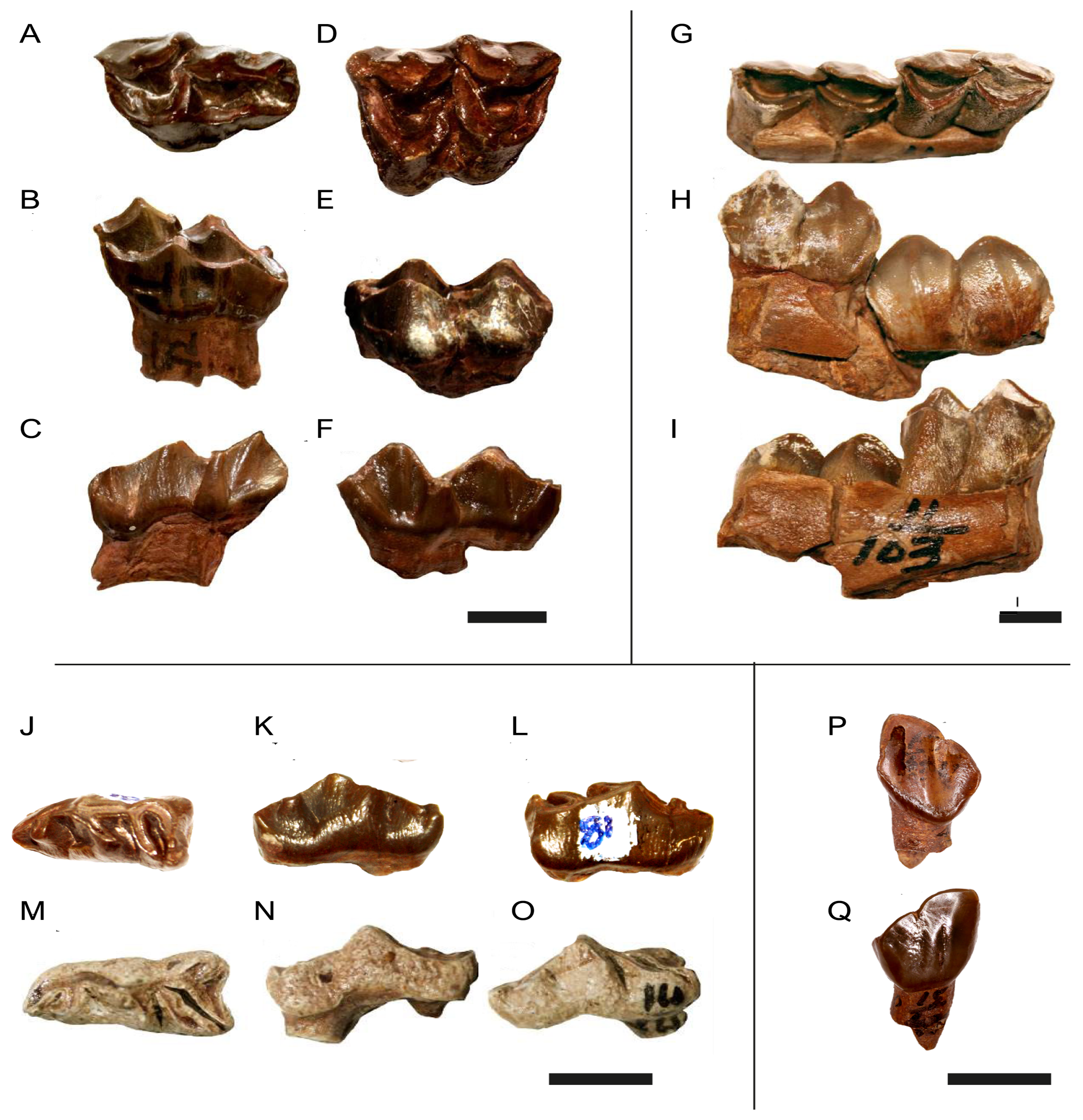
Zahnreste von Bramiscus. A–F: Oberkieferzähne, G–I: Unterkieferfragment, J–O: Unterkieferzähne, P–Q: unterer Eckzahn

Bramiscus ist ein kleiner Vertreter der Giraffenartigen. Fossilien sind vor allem vom Schädel und dem Gebiss bekannt, zudem liegt ein einzelner Fußknochen vor. Das auffälligste Merkmal findet sich in ein oder zwei Paaren an Hornzapfen, die auf dem Schädel wuchsen. Das vordere Hornpaar erhob sich über dem Stirnbein und war an der Basis miteinander verschmolzen. Beide Hörner ragten schräg nach oben, der Winkel zur Schädelebene betrug etwa 34°. Die deutlich steil aufsteigenden vorderen Hörner unterscheiden Bramiscus von anderen urtümlichen Griaffenartigen, deren Hörner eher stärker seitlich nach außen orientiert waren. So wiesen die Hörner von Giraffokeryx einen Winkel von 52° zur Schädelebene auf. An der Basis besaßen die Hörner bei Bramiscus einen ovalen, an der Spitze einen eher rundlichen Querschnitt. Sie waren gerade geformt und endeten oben stumpf. Ein vollständiger Hornzapfen besaß eine Länge von 17,5 cm. Auf der Oberfläche verliefen längsgerichtete parallele Furchen. Es ist möglich, dass zu dem vorderen Hornpaar noch ein hinteres kam, wie von mehreren anderen frühen Giraffenartigen bekannt und wie einige isolierte Hornzapfen anzeigen. Bisher gibt es aber keinen eindeutigen Beweis dafür.
Die Zähne liegen isoliert vor mit Ausnahme eines Unterkieferfragments, welches den ersten und zweiten Molar trägt. Die hinteren Zähne waren niederkronig (brachyodont). Auf den unteren Mahlzähnen zeigten sich die Haupthöcker spitz und scharf, auf den oberen waren lippenseitig der Paraconus und Metaconus sehr kräftig, zungenseitig der Protoconus und das Metaconule V-förmig gestaltet. Zudem trat jeweils ein lippenseitiges Cingulum auf, also ein niedriger Zahnschmelzwulst. Die untere Bezahnung verfügte über einen Eckzahn mit zweilappigem Aufbau, wobei die vordere Fläche deutlich größer wurde. Aufgrund der nur wenigen Veränderungen in der Zahnmorphologie der Giraffenartigen finden sich recht wenige differenzierende Zahnmerkmale.
Als einziger Gliedmaßenknochen wurde ein oberer Abschnitt des rechten Mittelfußknochens entdeckt. Er formte ein typisches Kanonenbein mit den verwachsenen dritten und vierten Strahlen. Der innenliegende Knochenschaft war hierbei deutlich stärker entwickelt als die außenliegende, wodurch eine gewisse Asymmetrie im Aufbau entstand. Ähnliche Verhältnisse sind unter anderem von Brahmatherium bekannt.

## Fundstelle
Fossilien von Bramiscus sind lediglich aus Südasien überliefert. Das Fundgebiet liegt in den Siwaliks, einer Bergregion im Grenzgebiet zwischen Pakistan, Indien und Nepal. Es handelt sich um eine sehr fossilreiche Landschaft, deren Erforschung bereits in der Mitte des 19. Jahrhunderts begann. In der Regel wird zwischen den Unteren, den Mittleren und den Oberen Siwaliks unterschieden. Stratigraphisch decken sie einen Zeitraum vom Unteren Miozän vor rund 18 Millionen Jahren bis zum Pliozän vor etwa 3,3 Millionen Jahren ab. Die Reste von Bramiscus fanden sich in den Unteren bis Mittleren Siwaliks an der Lokalität Dhok Bun Amir Khatoon im Distrikt Chakwal der pakistanischen Provinz Punjab. Hierbei entstammen überwiegend Schädel- und Zahnfunde der Chinji-Formation, die im Mittleren Miozän vor etwa 14,2 bis 11,4 Millionen Jahren entstand. Ein zusätzlicher Beinknochen ist aber jünger. Er kam aus den unteren Abschnitten der Dhok-Pathan-Formation zu Tage. Sein Alter wird mit etwa 9,3 Millionen Jahren angegeben. Die Siwaliks sind relativ reichhaltig an frühen Formen der Giraffenartigen. So ist mit Lyra etwa zeitgleich eine Form belegt, die möglicherweise in der Entwicklungslinie der Sivatheriinae steht. Zudem erbrachte die Chinji-Formation mit Ua einen ersten Beleg für die heute noch bestehende Gruppe der Okapinae. Eine weitere Form mit nicht genau geklärten Verwandtschaftsverhältnissen bildet wiederum Vishnutherium.

## Systematik
Bramiscus ist eine ausgestorbene Gattung aus der Familie der Giraffenartigen (Giraffidae) innerhalb der Ordnung der Paarhufer (Artiodactyla). Die Giraffenartigen sind heute nur noch mit den Gattungen der Giraffen (Giraffa) und den Okapis (Okapia) präsent, waren in ihrer stammesgeschichtlichen Vergangenheit aber deutlich vielgestaltiger. Besondere Kennzeichen der Giraffenartigen finden sich in den Hornzapfen, welche sie zur übergeordneten Gruppe der Stirnwaffenträger (Pecora) verweist. Sie sind bei den heutigen Formen mit Haut überzogen, was die Hornzapfen der Giraffenartigen von ähnlichen Strukturen wie den mit Keratin bedeckten Hörnern der Hornträger (Bovidae) oder den sich jährlich erneuernden Geweihen der Hirsche (Cervidae) unterscheidet. Innerhalb der Stirnwaffenträger bilden die Giraffenartigen eine enger verwandte Gemeinschaft mit anderen ausgestorbenen Gruppen wie den Prolibytheriidae oder den Climacoceratidae, mit denen sie einige anatomische Merkmale wie die Struktur der Stirnhöhlen und die Ausprägung des Mittelohres teilen. Sie werden daher übergeordnet zu den Giraffoidea gestellt und diese wiederum gemeinsam mit weiteren, entfernter verwandten Gruppen wie den Palaeomerycidae den Giraffomorpha beigeordnet. Die Giraffenartigen selbst lassen sich erstmals im Unteren Miozän vor rund 18 Millionen Jahren nachweisen. Bramiscus stellt hierbei einen relativ ursprünglichen Vertreter dar. Möglicherweise steht die Form dadurch anderen urtümlichen Angehörigen wie Canthumeryx oder Georgiomeryx nahe. Sie unterscheidet sich von diesen aber durch die eher aufrecht ragenden Hornzapfen, welche bei den anderen wiederum deutlicher seitlich orientiert sind.
Die wissenschaftliche Erstbeschreibung von Bramiscus erfolgte im Jahr 2024 durch ein Forschungsteam um María Ríos. Sie basierte auf den Fossilfunden aus den Siwaliks in Pakistan. Als Holotyp wählten die Wissenschaftler ein Schädelfragment mit den ansetzenden Hornzapfen (Exemplarnummer PUPC 22/01), welches aus der Chinji-Formation stammt und an den Aufschlüssen von Dhok Bun Amir Khatoon im Distrikt Chakwal der Provinz Punjab aufgesammelt worden war. Der Gattungsname Bramiscus verweist auf die Ähnlichkeiten der Hornzapfenstruktur zu jener von Brahmatherium, einem großen und stammesgeschichtlich deutlich jüngeren Angehörigen der Sivatheriinae innerhalb der Giraffenartigen, wobei die lateinische Endung -iscus als Verkleinerung fungiert. Die einzige anerkannte Art bildet B. micros. Das Artepitheton ist griechischen Ursprungs (μικρός, mikros) und bedeutet ebenfalls „klein“.